# Björn Granath
Björn Gösta Tryggve Granath (Göteborg, 5 aprile 1946 – Stoccolma, 5 febbraio 2017) è stato un attore svedese.

## Filmografia parziale

### Cinema
- Misshandlingen - L'aggressione (Misshandlingen), regia di Lars Lennart Forsberg (1969)
- Du är inte klok, Madicken, regia di Göran Graffman (1979)
- Madicken på Junibacken, regia di Göran Graffman (1980)
- Plastposen, regia di Hans Otto Nicolayssen (1986)
- Pelle alla conquista del mondo (Pelle erobreren), regia di Bille August (1987)
- Un paradiso senza biliardo, regia di Carlo Barsotti (1991)
- Il bue (Oxen), regia di Sven Nykvist (1991)
- Con le migliori intenzioni (Den goda viljan), regia di Bille August (1992)
- Jönssonligan & den svarta diamanten, regia di Hans Åke Gabrielsson (1992)
- Svart Lucia, regia di Rumle Hammerich (1992)
- Pillertrillaren, regia di Björn Gunnarsson (1994)
- Vendetta, regia di Mikael Håfström (1995)
- Jerusalem, regia di Bille August (1996)
- Den vita lejoninnan, regia di Pelle Berglund (1996)
- Ørnens øje, regia di Peter Flinth (1997)
- La legge della giungla (Et hjørne af paradis), regia di Peter Ringgaard (1997)
- Magnetisøren's femte vinter, regia di Morten Henriksen (1999)
- Sherdil, regia di Gita Mallik e David Flamholc (1999)
- L'infedele (Trolösa), regia di Liv Ullmann (2000)
- Så vit som en snö, regia di Jan Troell (2001)
- Livet i 8 bitar, regia di Pontus Klänge e Jonathan Metzger (2002)
- Elina (Elina - Som om jag inte fanns), regia di Klaus Härö (2002)
- Svidd neger (Ammrika), regia di Erik Smith Meyer (2003)
- Evil - Il ribelle (Ondskan), regia di Mikael Håfström (2003)
- Tre solar, regia di Richard Hobert (2004)
- Som man bäddar..., regia di Maria Essen (2005)
- Den utvalde, regia di Eric Donell e Martin Söder (2005)
- Il viaggio di Jeanne (Les grandes personnes), regia di Anna Novion (2008)
- Uomini che odiano le donne (Män som hatar kvinnor), regia di Niels Arden Oplev (2009)
- Sound of Noise, regia di Ola Simonsson e Johannes Stjärne Nilsson (2010)
- The American, regia di Anton Corbijn (2010)
- Pax, regia di Annette Sjursen (2011)
- Il testamento di Nobel (Nobels testamente), regia di Peter Flinth (2012)
- Dom över död man, regia di Jan Troell (2012)
- Den som söker, regia di Johan Lundh (2013)
- Her er Harold, regia di Gunnar Vikene (2014)
- Så ock på jorden, regia di Kay Pollak (2015)
- Borg McEnroe, regia di Janus Metz (2017)
- Kingsman - Il cerchio d'oro (The Golden Circle), regia di Matthew Vaughn (2017)

### Televisione
- Madicken - serie TV, 10 episodi (1979-1983)
- Saxofonhallicken - film TV (1987)
- Sista skriket - film TV (1995)
- Rederiet - serie TV, 10 episodi (2000-2002)
- Millennium - serie TV, 2 episodi (2010)
- The Bridge - La serie originale (Bron/Broen) - serie TV, 3 episodi (2015)
- Il caso (Fallet) - serie TV, 5 episodi (2017)
- Vår tid är nu - serie TV, 8 episodi (2017)

### Doppiaggio
- Grizzly Tales for Gruesome Kids - serie TV, 77 episodi (2000-2006)